# George Cartwright (Fußballspieler)
George Cartwright war ein australischer Fußballspieler. Der Torhüter stand in den 1920ern in zehn offiziellen Länderspiele der australischen Nationalmannschaft im Tor.

## Karriere
Der aus Balmain stammende Cartwright gewann 1912 als Torhüter mit einer U-18-Mannschaft der Leichhardt Rovers den Nurse Cup und spielte später für Balmain-Fernleigh aus Sydney in der Metropolitan League.
1922 gehörte er zu einer australischen Tourneemannschaft, die in Neuseeland insgesamt 14 Spiele bestritt. Darunter waren auch drei Partien, die gegen die neuseeländische Nationalmannschaft ausgetragen wurden und als erste drei Länderspiele der australischen Fußballgeschichte gelten. Cartwright hütete in allen drei Partien das Tor (ein Unentschieden, zwei Niederlagen), die jeweils vor für australasische Verhältnisse ungekannte Zuschauerzahlen von über 10.000 Personen ausgetragen wurden, und spielte in fünf weiteren Partien gegen Regional- und Städteauswahlen während der Tournee.
In den folgenden Jahren gehörte er mehrfach gegen Tourneemannschaften zum Aufgebot der australischen Landesauswahl. 1923 bereiste die neuseeländische Nationalelf Australien, auch hierbei kam er zu zwei Länderspieleinsätzen, darunter bei einem 2:1-Sieg am 9. Juni 1923, als Australien im ersten Heimspiel der Länderspielgeschichte der erste Länderspielsieg gelang. Im August 1923 spielte er in zwei Partien in Newcastle und Sydney gegen eine chinesische Auswahl, im Juni und Juli 1924 folgten fünf weitere offizielle Länderspieleinsätze gegen Kanada, in denen eine positive Bilanz gelang (drei Siege, ein Unentschieden, eine Niederlage). Zu einem weiteren Highlight kam es Mitte 1925, als eine um die Nationalspieler Teddy Davison, Leonard Graham, Harry Hardy, Ernie Simms und Charlie Spencer vom englischen Fußballverband entsandte Auswahl für zwei Monate durch Australien tourte. Zwar gelten die Partien nicht als offizielle A-Länderspiele, Cartwright gehörte aber in vier von fünf Partien zum Aufgebot, in denen eine australische Landesauswahl antrat, darunter war mit einer knappen 1:2-Niederlage auch ein Achtungserfolg (die englische Auswahl gewann alle 25 Partien bei einem Torverhältnis von 139:13).
Mit zehn offiziellen Länderspieleinsätzen war Cartwright jahrzehntelang australischer Rekordtorhüter, erst Ron Corry überbot ihn Ende der 1960er. Cartwright gilt als erster Torhüter, der in der Tradition von herausragenden australischen Torhütern steht, die von Spielern wie Jimmy McNabb, Jim Fraser und Mark Schwarzer fortgeführt wurde.